# گنجشک‌های صخره
گنجشک‌های صخره (نام علمی: Petronia) نام یک سرده از تیره گنجشک است.